# Kovács Béla (újságíró)
Fóthi Kovács Béla (Rimaszombat, 1858. augusztus 24. – Jánosi, 1882. január 10.) hírlapíró, költő.

## Élete
Rozsnyón járta a nyolc gimnáziumi osztályt; ekkor Jászón a prémontrei kanonok rendbe lépett; ott a teológiát hallgatta. Azonban gyenge szervezete nem bírta a sok tanulást, szívbaja jelentkezett és gyakran kénytelen volt szüleihez visszatérni. 1880-ban szerkesztő lett Rimaszombatban, de a prémontrei rend iránt való tekintetből Fóthi K. Béla névvel írta alá a lapot; míg végül azon év augusztusában kilépett a rendből és szerkesztő maradt továbbra is; egészen a lapjának élt. Végre a betegség erőt vett rajta; Jánosiban (Gömör megye) keresett gyógyulást, ahol 1882. január 10-én meghalt.
Már Rozsnyón diákkorában sokat írt a Rozsnyói Hiradóba, többnyire verset, de írt prózát is; azután kizárólag a Gömör-Kishont munkatársa volt, melyet 1880. júl. 15-től 1882. jan. 8-ig szerkesztett Rimaszombatban P. Porubszky Pállal együtt.